# Ravachol
(Dalla dichiarazione rilasciata al processo)
François Koenigstein, conosciuto come Ravachol (Saint-Chamond, 14 ottobre 1859 – Montbrison, 11 luglio 1892), è stato un anarchico francese, autore di diversi omicidi e attentati.

## Biografia
Figlio di Jean Adam Koeningstein, operaio olandese e di Marie Ravachol, torcitrice di seta francese, nacque a Saint-Chamond nei pressi di Saint-Étienne nella parte orientale della Francia. Adottò il cognome materno, disconoscendo il padre reo di violenza e abbandono della madre e dei suoi 4 figli.
Iniziò a lavorare ancora bambino e la vita in una società in cui vi erano grosse differenze sociali influì sul suo pensiero politico, a 18 anni lesse L'ebreo errante che lo fecero distaccare dalle idee di religione, inoltre cominciò a partecipare una serie di conferenze, fra le quali alcune tenute da Paule Mink, Leonie Rouzade, e Edme Charles Chabert  che lo convinsero dell'ideale socialista e dell'ateismo. Si aggregò al movimento anarchico.

### Furti e omicidi
Senza lavoro a causa delle idee anarchiche e ridotto alla fame, Ravachol e il fratello cominciano a commettere dei piccoli furti per mantenersi, nel 1890 la famiglia di Ravachol si trasferisce a Saint-Étienne dove riesce a trovare alcuni lavori. Trovandosi nuovamente disoccupato in breve, Ravachol comincia a darsi al contrabbando di alcolici e allo spaccio di banconote false, ma in questo campo fallisce. 

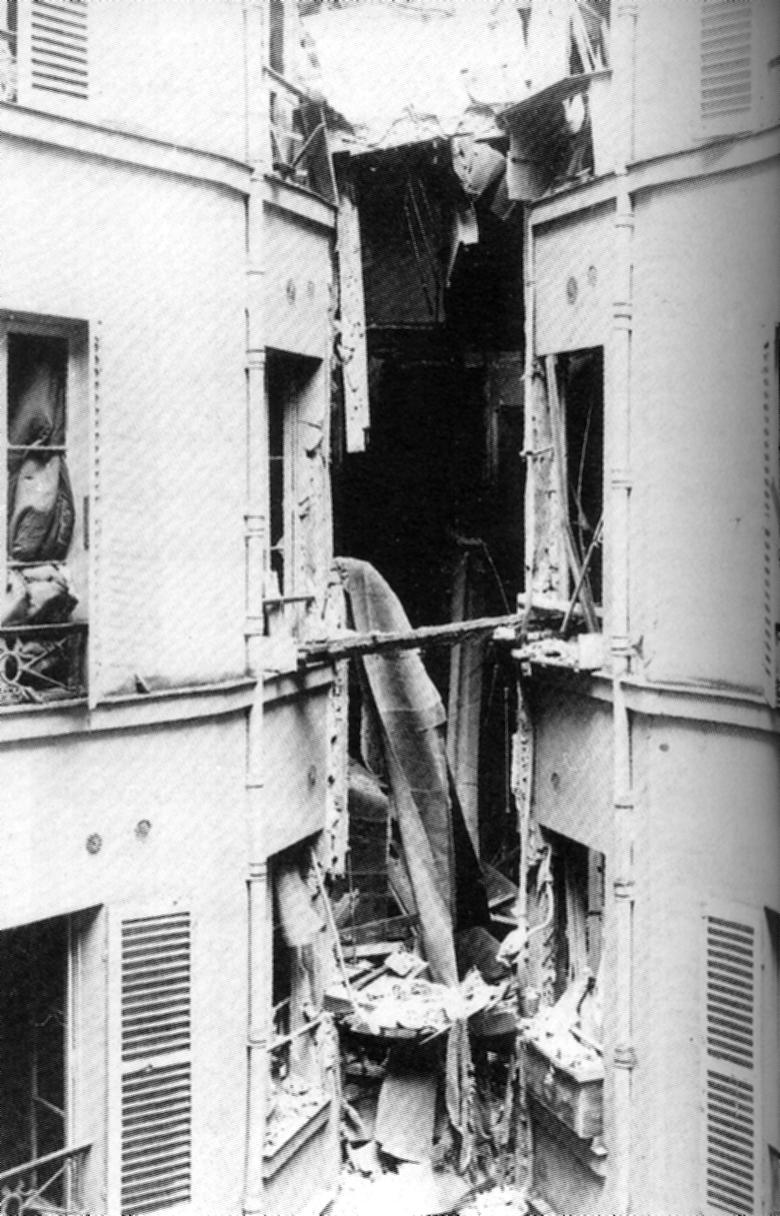
Risultato della bomba piazzata presso la casa del procuratore Bulot, 1892.

Nel maggio del 1891 viola la tomba della baronessa de la Rochetaillée per impossessarsi dei suoi gioielli, scoprendo però che non erano stati sepolti con la donna. Il 18 giugno del 1891 si reca a Chambles una cittadina a breve distanza da Saint-Étienne, poiché gli era giunta voce che lì viveva un vecchio, tale Jacques Brunel, mendicante che da cinquanta anni viveva da solo sostenendosi con l'elemosina, aveva in tale modo accumulato una certa fortuna. Durante una rapina finita con una colluttazione Ravachol soffocò l'anziano con un cuscino. La polizia lo arrestò poco dopo mentre era intento a portare via i sacchi di monete custoditi dalla vittima, ma mentre lo scortavano in questura riuscì a divincolarsi e a fuggire.
La fuga lo porta a rifugiarsi prima a Barcellona e poi a Parigi sotto il falso nome di Leon Leger.

### Gli attentati

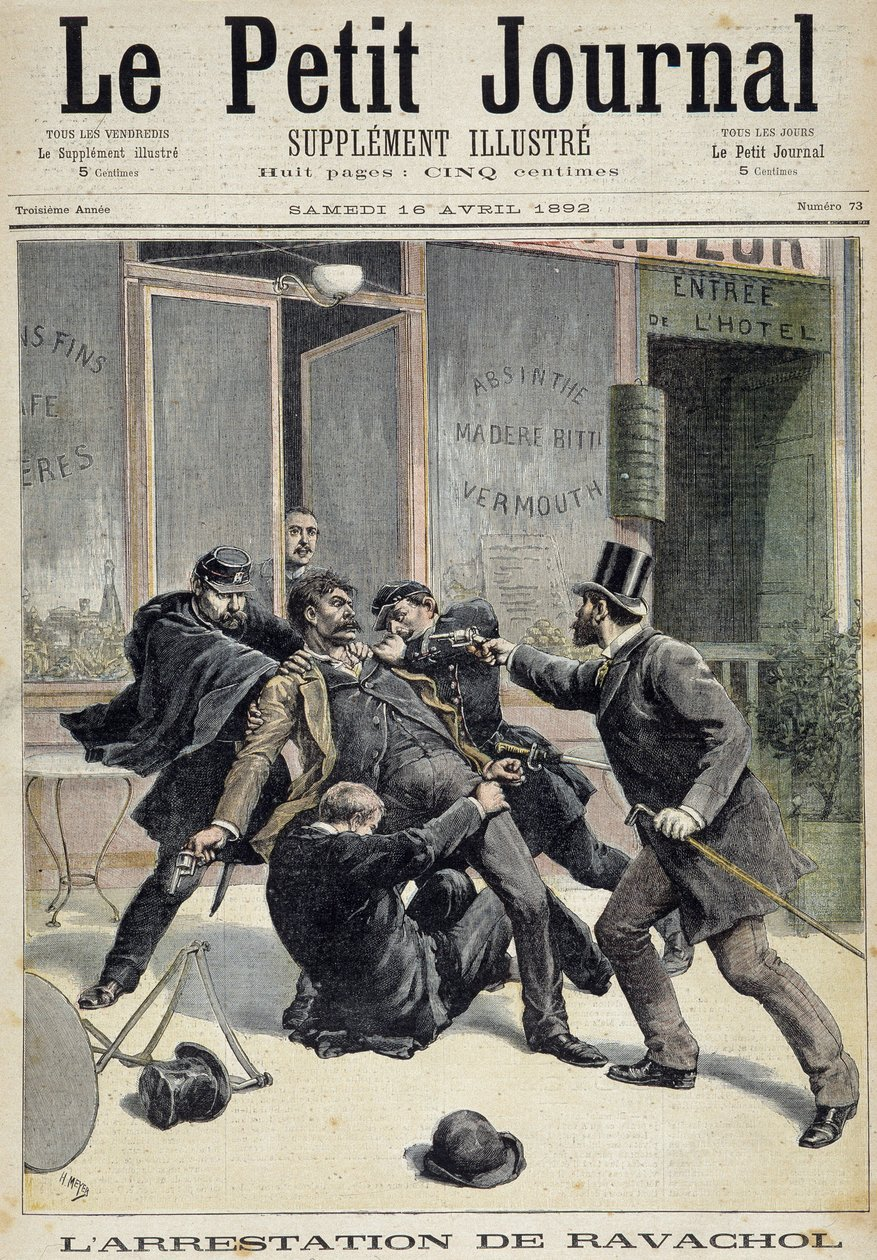
Copertina de "Le Petit Journal" con raffigurato l'arresto di Ravachol

Il 1º maggio del 1891 il governo francese fece reprimere una manifestazione a Fourmies con l'uso delle armi, 14 persone furono uccise e 40 ferite. Nello stesso giorno a Clichy la polizia arrestò alcuni anarchici che avevano usato delle armi, furono condannati a lunghe detenzioni e ai lavori forzati.
L'11 marzo del 1892 Ravachol mise una bomba nella casa del giudice di Clichy e il 27 marzo in casa del procuratore. Nello stesso mese organizzò un attentato presso una caserma di Parigi. Gli attentati provocarono grossi danni, ma non fecero vittime.
Ravachol fu riconosciuto dal proprietario del ristorante "Very", nel quale si trovava per fare colazione, e arrestato. Alla vigilia del suo processo (26 aprile) il proprietario fu assassinato da una bomba messa nel suo ristorante.
Lungo il percorso verso il commissariato urlò più volte.
(Ravachol dopo l'arresto.)
Dalla perquisizione della sua abitazione furono rinvenute numerose armi, attrezzatura per la preparazione delle bombe e opuscoli anarchici.

### Il processo
In un primo tempo fu giudicato soltanto per gli attentati dinamitardi e fu quindi condannato ai lavori forzati a vita. Due mesi più tardi, il 21 giugno 1892 il processo passò al tribunale di Montbrison dove fu giudicato anche per i cinque omicidi commessi nel 1891, alcuni furti e profanazioni di tombe. La condanna a vita ai lavori forzati fu trasformata in condanna a morte.
Ravachol venne ghigliottinato pubblicamente a Montbrison l'11 luglio 1892, ed ivi sepolto.

## Riferimenti nella cultura
- La canzone anarchica La Ravachole, cantata sull'aria della "Carmagnole" celebra in questo modo la sua lotta:

Il y a des bourgeois bien nourris. 

Il y a les miséreux 

Qui ont le ventre creux 

Ceux-là ont les dents longues,

Vive le son, vive le son,

Ceux-là ont les dents longues,

Vive le son 

D'l'explosion !

REFRAIN

Dansons la Ravachole,

Vive le son, vive le son,

Dansons la Ravachole,

Vive le son 

d'l'explosion!

Ah, ça ira, ça ira, ça ira,

Tous les bourgeois goût'ront d'la bombe,

Ah, ça ira, ça ira, ça ira,

Tous les bourgeois on les saut'ra ... 

On les saut'ra!
»
Ci son borghesi ben nutriti,

Ci sono i poveri,

Che han la pancia vuota,

Quelli hanno i denti lunghi,

Viva il suon, viva il suon,

Quelli hanno i denti lunghi,

Viva il suon,

Dell'esplosion!

RITORNELLO

Balliam la Ravachole, 

Viva il suon, viva il suon 

Balliam la Ravachole 

Viva il suon 

Dell'esplosion!

Ah andrà bene, andrà bene, andrà bene

Tutti i borghesi assaggeranno le bombe,

Ah andrà bene, andrà bene, andrà bene

Tutti i borghesi salteranno in aria,

Li faremo saltare!»
(La Ravachole)
- Ravachol viene citato anche nella prima strofa dell'Inno Individualista:

Imiteremo Bresci e Ravachol [...]»
- Il videogioco Disco Elysium si ambienta nella città immaginaria di Revachol, omaggiando probabilmente la figura dell'anarchico francese

- Nel romanzo “La ricreazione è finita” di Dario Ferrari (2023), un immaginario gruppo di terroristi si unisce sotto il nome di Brigata Ravachol